# تيراسبول
تيراسبول (بالإنجليزية: Tiraspol)‏ ثاني أكبر مدن مولدوفا وعاصمة ترانسنيستريا . تقع المدينة على الضفة الشرقية لنهر دنيستر . تستضيف المدينة الصناعات الخفيفة مثل الأثاث والبضائع الكهربائية . أسسها ألكسندر سوفوروف 14 أكتوبر 1792.

## السكان
في 2004، تعد المدينة 163 159 نسمة بينهم 41.6% روسي، 33% أوكراني، 15.2% مولدافي. 54.6% نساء و 45.4 رجل.

يوجد أسفله جدول التعداد السكاني.
| 1926   | 1939   | 1959   | 1970    | 1979    | 1995    | 2001    |
| ------ | ------ | ------ | ------- | ------- | ------- | ------- |
| 700 29 | 000 38 | 000 63 | 000 105 | 000 119 | 870 130 | 163 159 |

## التوأمة
- ألمانيا: أيلنبورغ.
- أوكرانيا: إيزماييل، أوديسا، ميكولايف، ترنوبل، تشيركاسي، خيرسون.
- روسيا: بيلغورود، فولغوغراد، كورسك، أوبنينسك، كالوغا، سفرودفنسك.
- بيلاروس: بيلاروسيا.
- أبخازيا : سوخومي.
- النرويج: تروندهايم.
- إسرائيل: أشدود.
- البرتغال: شنترين.
- مولدوفا: بالتسي.
- أوسيتيا الجنوبية: تسخينفالي.

## أعلام
- فاليريا لوكيانوفا
- ستانيسلاف إيفانوف
- سيرغي ألكسييف
- بورس كولكر
- ديمتري ستاجيليا

## مقالات ذات صلة
- ترانسنيستريا
- مولدوفا

## روابط خارجية
- الموقع الرسمي.